# Чёрный монарх
Чёрный монарх (лат. Symposiachrus axillaris) — вид птиц семейства монарховых (Monarchidae). Обитает в тропических лесах Новой Гвинеи. По данным МСОП, не находится под угрозой исчезновения.

## Таксономия
Вид был научно описан в 1876 году Томмазо Сальвадори. В качестве типового местонахождения он указал Профи в Арфакских горах Новой Гвинеи. В первом десятилетии XXI века чёрный монарх, вместе с десятком других видов, был переведён из рода Monarcha в род Symposiachrus.
Выделяют два подвида:
- S. a. axillaris (Salvadori, 1876)
- S. a. fallax (E.P. Ramsay, 1885)

## Описание
Оперение чёрное, почти одноцветное. На крыле белая черточка. Довольно длинный хвост часто поднят вверх. Самки похожи на самцов, но несколько бледнее — более серовато-чёрные. Отличается от других видов наличием характерной белой линии на крыле, другой вокализацией, хвост имеет лишь частичную веерообразную форму. Длина тела 15-16,5 см, масса тела 12-17,5 г.

## Распространение и экология
Обитает на Новой Гвинее (как на территории Индонезии, так и на территории Папуа — Новой Гвинеи), а также на острове Гуденаф, одном из островов архипелага д’Антрекасто, расположенном к востоку от Новой Гвинеи.
Вид имеет большой ареал — 735 000 км². Типичное место обитания — горные и предгорные леса, особенно их затенённые части, редко встречается на лесных опушках. Встречается на высоте 750—2110 м над уровнем моря.
Встречается парами; иногда вместе с другими видами. Питается насекомыми, которых ловит в полёте.
Сезон размножения не вполне определён — птенцов видели в октябре, а гнёзда с яйцами — в июле, ноябре и январе. Откладывают одно или два яйца, при этом выводком занимаются оба родителя.